# 薩比娜·巴巴葉瓦
薩比娜·巴巴葉瓦（亞塞拜然語：Səbinə Babayeva），出生於1979年12月2日，是一名亞塞拜然歌手。她將代表亞塞拜然以歌曲《When the Music Dies》參賽2012年歐洲歌唱大賽的決賽，比賽於2012年5月26日在亞塞拜然首都巴庫舉行，最終以150分拿下第4名的成績。